# Mister España Internacional 2015
Mister España Internacional 2015 fue la tercera (3º) edición del Certamen de Belleza Nacional, Mister España Internacional, el cual se llevó a cabo el viernes 24 de julio de 2015 en el marco de las Fiestas Lustrales de la Bajada de la Virgen de las Nieves de Santa Cruz de la Palma, en la provincia de Santa Cruz de Tenerife.
Al final de la velada David Roca, Mister España Internacional 2014 de Valencia que en el certamen anterior representó a Alicante, coronó al representante de La Rioja, el gaditano Alejandro Nieto como Mister España Internacional 2015, el cual debía representar a España en Mister Internacional 2014. Al finalizar la velada, la organización del certamen se entera de que Alejandro Nieto es padre, incumpliendo así una de las cláusulas del contrato que le permitía presentarse como candidato al certamen de belleza. Acto seguido, la dirección del certamen comunicó la transferencia del título de Mister España Internacional 2015 al 1.er finalista, Daniel Barreres del Mundo, que representaría a España en el certamen Mister Internacional 2015 el 30 de noviembre del mismo año en la ciudad de Manila, Filipinas. 

## Resultados
| Resultado                   | Candidato |
| --------------------------- | --- |
| Mister España Internacional | - La Rioja - Alejandro Nieto |
| Primer Finalista            | - Valencia - Daniel Barreres |
| Segundo Finalista           | - Sevilla - Fabián Pérez |
| Tercer Finalista            | - Murcia - Ángel Martínez |
| Cuarto Finalista            | - Barcelona - Medin Bayon |
| Semifinalistas              | - Aragón - Cárlos Alonso - Badajoz - Javier Ribeiro - Cáceres - Antonio Pino - Com. Valenciana - Pablo Faus - Islas Baleares - Antonio Pozo |

## Candidatos Oficiales
| Área                   | Candidato           |
| ---------------------- | ------------------- |
| Alicante               | Raúl Marcos         |
| Almería                | Juan Diego Cárdenas |
| Andalucía              | Manuel Contioso     |
| Aragón                 | Cárlos Alonso       |
| Asturias               | Daniel Prieto       |
| Badajoz                | Javier Ribeiro      |
| Barcelona              | Medin Bayon         |
| Cáceres                | Antonio Pino        |
| Cádiz                  | Juan García         |
| Canarias               | Joel Marrero        |
| Cantabria              | Pablo Presmanes     |
| Castellón              | David Salla         |
| Castilla-La Mancha     | Marcelo Peñaranda   |
| Castilla y León        | Daniel Cabrera      |
| Ceuta                  | Andrés Ferrín       |
| Com. Valenciana        | Pablo Faus          |
| Córdoba                | Juan Luis Merino    |
| Extremadura            | Gerardo Sansegundo  |
| Gerona                 | Ignasi Salles       |
| Granada                | Juan Ramón Zurita   |
| Huelva                 | José Luis Ballester |
| Islas Baleares         | Antonio Pozo        |
| Jaén                   | Luis Manuel Ibáñez  |
| La Rioja               | Alejandro Nieto     |
| Las Palmas             | Airam Díaz          |
| Lérida                 | Xavier Vázquez      |
| Madrid                 | Daniel Alonso       |
| Málaga                 | Alejandro Herrera   |
| Melilla                | Christian Santos    |
| Murcia                 | Ángel Martínez      |
| Navarra                | Santiago Alonso     |
| País Vasco             | Sofyan Safet        |
| Sevilla                | Fabián Pérez        |
| Tarragona              | Ernest Viñas        |
| Santa Cruz de Tenerife | Alexis García       |
| Valencia               | Daniel Barreres     |

## Datos acerca de los candidatos
- Algunos de los delegados del Mister Internacional España 2015 han participado, o participarán, en otros certámenes de importancia internacionales:
  - Alejandro Nieto (La Rioja) fue primer finalista en Mister Model International 2016 celebrado en India.
  - Jose Barreres (Valencia) fue semifinalista en Mister International 2015 celebrado en Filipinas.
  - Ángel Martínez (Murcia) participó sin éxito en Mister World 2016 celebrado en Reino Unido.
  - Antonio Pino (Cáceres) participó sin éxito en Man of the Year 2016 celebrado en Indonesia.

## Jurado Calificador de la Final[5]
- Fran Fajardo, periodista de Canarias7 (Presidente del Jurado Calificador).
- Carlos Pérez Gimeno, periodista de El Confidencial y TVE.
- María Rosa Pérez Gómez, Miss España 1963.
- Rosana Simón Álamo, campeona del Mundo y de Europa de Taekwondo.
- Carmen Martínez, representante de Breñas Garden Hotel.
- Javier Mora, director de COPE La Palma.
- Armando Pinero, director de comunicación de Fuentealta.
- Antonio Castro, secretario.

## Pruebas clasificatorias
Las distintas pruebas tuvieron un jurado seleccionado en exclusiva para dichas pruebas. El ganador de cada prueba conseguía un pase directo a la semifinal del certamen, por lo que seis de los diez puestos en dicha semifinal eran elegidos en los días previos a la final, quedando solamente cuatro plazas vacantes que serían seleccionadas directamente por el jurado calificador de la final. Además en la prueba de baño, cuyo jurado principal era Luis Mentado Medina, fundador de la marca canaria XTG Extreme Game, se seleccionaron previamente diez finalistas que harían una sesión en la playa para dicha marca y de la cual saldría el ganador de la prueba.
Los resultados de dichas pruebas clasificatorias fueron los siguientes:
| Pruebas clasificatorias | Pruebas clasificatorias |
| Resultado               | Candidato |
| ----------------------- | --- |
| Redes Sociales          | - Badajoz - Javier Ribeiro |
| Top Model               | - Barcelona - Medin Bayon |
| Talento                 | - Aragón - Cárlos Alonso |
| Deporte                 | - Cáceres - Antonio Pino |
| Traje Típico            | - Com. Valenciana - Pablo Faus |
| Baño                    | - Murcia - Ángel Martínez |
| Finalistas en Baño      | - Andalucía - Manuel Contioso - Aragón - Cárlos Alonso - Badajoz - Javier Ribeiro - Barcelona - Medin Bayon - Cáceres - Antonio Pino - Ceuta - Andrés Ferrín - Islas Baleares - Antonio Pozo - Sevilla - Fabián Pérez - Valencia - Daniel Barreres |

## Enlaces
- Sitio web oficial
- Mister España Internacional